# ダニエル・リカルド
- ダニエル・リチャルド

ダニエル・ジョセフ・リカルド（Daniel Joseph Ricciardo, AM 1989年7月1日 - ）は、オーストラリア・西オーストラリア州パース出身のレーシングドライバー。
モータースポーツ・コンストラクター『レッドブル・レーシング』の下部組織出身で、主に同傘下のF1チーム「トロ・ロッソ」「レッドブル」や「ルノー」などに在籍した。
（※ダニエル・リチャルドとも表記される。両親がイタリア出身のため、姓をイタリア語読みでリチャルドと名乗っているが、本人はオーストラリア生まれのため英語風にリカルドと発音している）

## 来歴
9歳でカートを始め、数多くのイベントに出場して実践を積む。2005年、Van Diemen社製の古いマシンで西オーストラリア・フォーミュラ・フォード選手権に参戦し総合8位。
2006年、Eurasia Motorsportチームからフォーミュラ・BMW・アジア選手権に参加できるスカラシップを獲得。2勝と1ポールポジションを挙げ、総合3位でデビューシーズンを終える。同年8月にはMotaworld Racingチームからフォーミュラ・BMWの1ラウンドに参加する権利を得て、第1レースはリタイアしたものの第2レースで8位入賞。年の終わりにFortec Motorsportチームからフォーミュラ・BMW・ワールド・ファイナルと呼ばれる一戦に参加し5位入賞。
2007年、Rp Motorsportチームからフォーミュラ・ルノーのユーロカップ、イタリアという2つの選手権に参加。主には後者に力を入れ、前者には14戦中4戦のみの出走となった。イタリアの選手権を表彰台1回、総合7位で終えたが、ユーロカップではポイントを獲得できなかった。

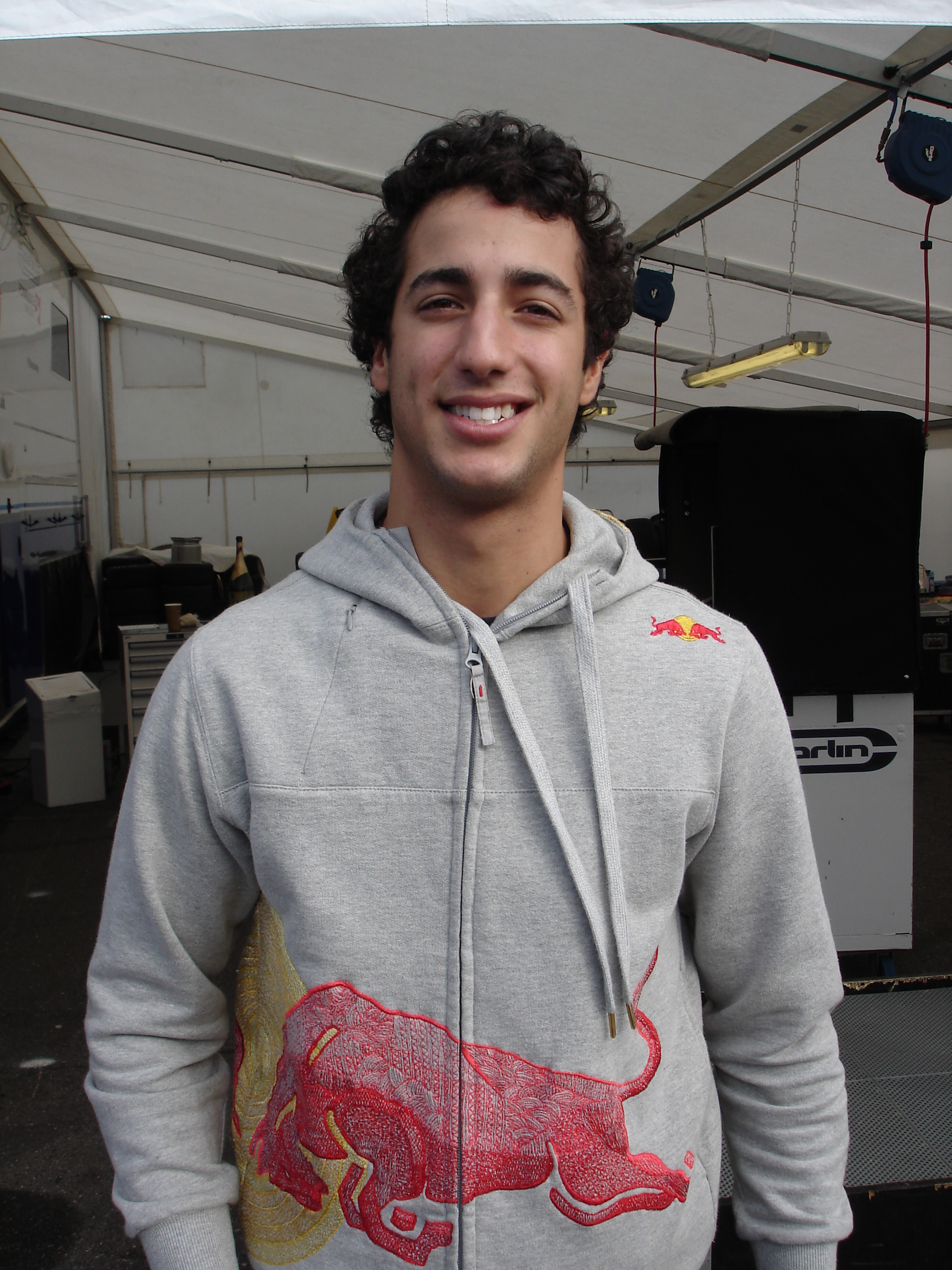
レッドブル・ジュニア時代（2009年）

2008年よりレッドブル・ジュニアチームに加わり、フォーミュラ・ルノーのユーロカップおよびウエスト・ヨーロッパ・カップに参戦。後者シリーズの初代王者となり、前者でもバルテリ・ボッタスに続く総合2位。また、シーズン中盤にはSG Formula's Formula Three Euroseries teamからユーロF3の1ラウンドにスポット参戦。乗って間もないマシンで予選8位のタイムを叩き出す。
2009年、カーリン・モータースポーツからイギリスF3に参戦。6勝し、2位に87ポイントの大差をつけてチャンピオンとなった。オーストラリア人が同選手権を制するのは1989年のデビッド・ブラバム以来である。マカオグランプリへもここで共に戦ったカーリンのドライバーとして参加。予選レースで6位となるも、決勝ではウォールに接触し1周目でリタイアとなった。またF3のシーズン中、テック1レーシングチームからフォーミュラ・ルノー3.5の1ラウンドにスポット出走。F3を終えた後の10月30日、このテック1レーシングと契約し、フォーミュラ・ルノー3.5への翌年の参戦を決めた。チームメイトはブレンドン・ハートレイ。一方12月初旬、フォーミュラ1の若手ドライバーテストに参加。ヘレス・サーキットで行われた3日間の日程の最終日にレッドブル・レーシングから出走し、他ドライバーに1秒以上の差でトップタイムを記録。翌年1月、レッドブル・レーシングとスクーデリア・トロ・ロッソのリザーブドライバーの座をブレンドン・ハートレイとシェアすることとなった。
2010年はテック1レーシングよりフォーミュラ・ルノー3.5に参戦。4勝したが2ポイント差でランキング2位となる。また、リザーブドライバーとしてF1の各グランプリに帯同した。シーズン後のF1若手ドライバーテストではチャンピオンマシンのレッドブルに乗りトップタイムをマークし注目を集めた。

## F1

### ヒスパニア・レーシング

#### 2011年

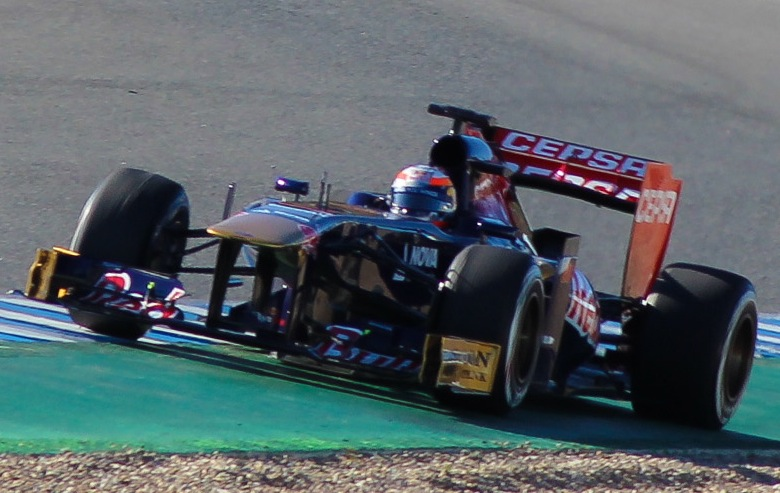
STR8を駆るリチャルド。
（写真は2013年ヘレステストにて）

2011年はトロ・ロッソのリザーブドライバーとなり、各グランプリに金曜フリー走行1回目に出走したが、イギリスGPからはHRT F1チームのナレイン・カーティケヤンのシートを得て、第9戦イギリスGPよりF1デビューする。レッドブル及びトロ・ロッソのどちらのチームのシートにも空きがないため、レッドブルがシートを買った形である。チームメイトはフル参戦として4年目を迎えるヴィタントニオ・リウッツィ。戦闘力のないマシンであったため、予選決勝共に下位争いしかできなかったものの、決勝の最高位として18位を2回記録した。

### スクーデリア・トロ・ロッソ

#### 2012年
2012年はトロ・ロッソのレギュラードライバーとして参戦。チームメイトは同じく初のフル参戦となるジャン＝エリック・ベルニュ。開幕戦では予選Q3進出（10番手）からの9位入賞となり、キャリア初の予選Q3進出と入賞を同時に記録した。最終的な成績は決勝での入賞6回を記録し、ベルニュの4回を上回ったが、最終的な獲得ポイント、最高位では共にベルニュを下回り、ドライバーズランキングは18位（ポイントを獲得したドライバーの最下位）に終わった。

#### 2013年
2013年もトロ・ロッソに残留となり、同チームからの参戦が決定した。チーム在籍2年目はベルニュが3回の入賞で13ポイント獲得に対し、7回の入賞で20ポイントを獲得した。ただし、リチャルドの最高位が7位に対し、ベルニュは6位であり、その点では敗れている。

### レッドブル・レーシング

#### 2014年
2014年よりマーク・ウェバーの引退に伴いレッドブルへの昇格が決定した。開幕戦オーストラリアGPでは、2位でチェッカーを受けるも最大燃料流量違反で失格となる。第2戦マレーシアGPではリタイアだったが、第3戦バーレーンGPと第4戦中国GPでは2連続で4位入賞を果たす。第5戦スペインGPでは3位で完走し、初の表彰台を経験する。第6戦モナコGPでも3位表彰台を獲得した。

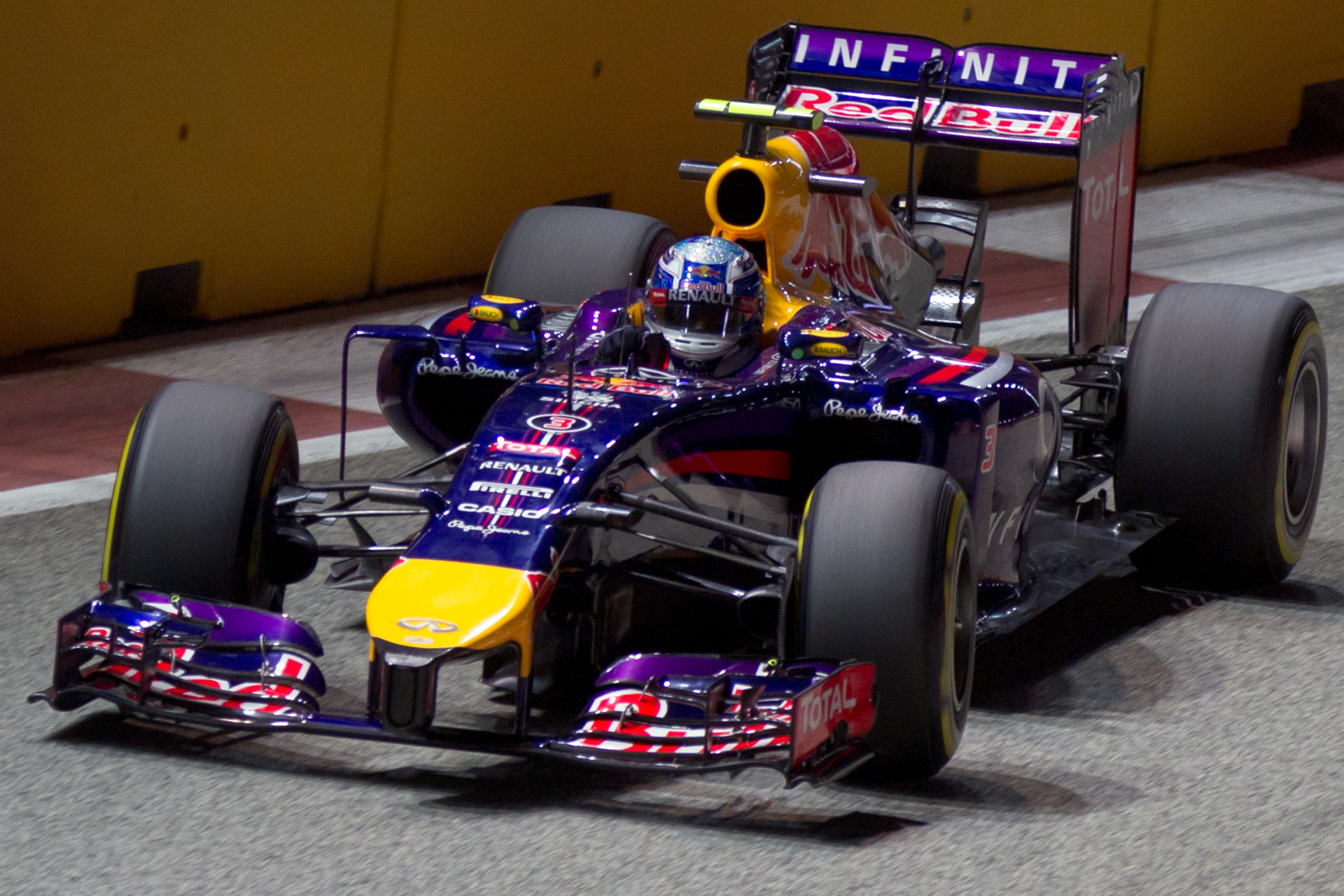
RB10を駆るリチャルド。
（写真は2014年シンガポールグランプリ）

第7戦カナダグランプリでは予選6番手からスタートし、多くのマシンがトラブルを抱えるサバイバルレースの中、粘り強いレース運びで着実にポジションを上げていき、終盤には3位まで浮上。自身もブレーキトラブルを抱えていたが、2位を走るセルジオ・ペレスをオーバーテイクする。ここで終わらずMGU-Kを失い立ち上がり加速、最高速でハンディを負うニコ・ロズベルグを遂にオーバーテイクしキャリア初優勝を果たした。
第11戦ハンガリーグランプリではスタート前の雨でウェット状態の路面が徐々に乾く混乱したコンディションの中、2度のセーフティカーを巧みに利用し、パワーユニットの出力低下でペースの上がらないルイス・ハミルトンを残り4周でオーバーテイク、さらにタイヤ摩耗に苦しむフェルナンド・アロンソをカナダグランプリと同じ残り3周で追い抜き2勝目を記録。
次戦ベルギーグランプリでは2周目にメルセデスの2台が同士討ちで後方に沈む荒れた展開の中でトップに立つと、ピットストップのタイミングを除いてそのまま独走、最終的には追い上げてきたロズベルグに迫られるも抑えきり夏休みをはさんで連勝を記録した。その後は優勝をあげることは出来なかったが、シンガポールGPとアメリカGPで3位表彰台を獲得。4年連続チャンピオンであるチームメイトのセバスチャン・ベッテルが未勝利の表彰台計4回獲得で終わる一方で、この年最強のメルセデスコンビがトラブルや接触で落としたレースすべてを拾う形で3勝も含めた表彰台計8回を記録し、ランキング3位となった。

#### 2015年
2015年はベッテルのフェラーリ移籍に伴い、自分と同じようにトロ・ロッソから昇格したダニール・クビアトと同僚になる。シーズン前半は安定して中上位でチェッカーを受け続けたが、後半戦はノーポイントが増え、表彰台こそ計2回獲得したものの、未勝利に終わった。また、成績も全体的にはクビアトを上回る結果を残していたが、後半戦の失速が響き、最終的にはドライバーズランキング8位とクビアトに惜敗してシーズンを終えた。

#### 2016年

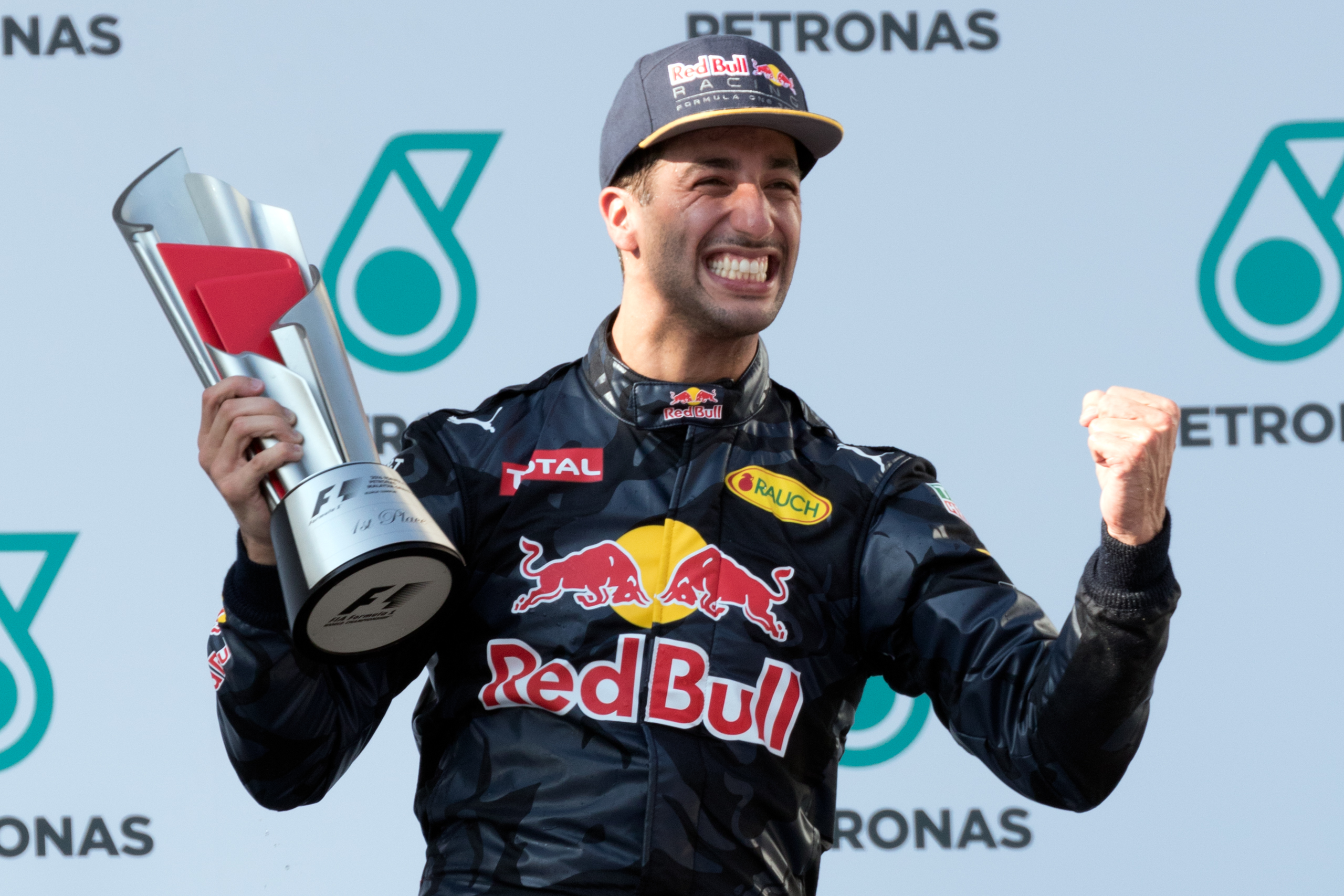
2016年マレーシアGP優勝

2016年は開幕3戦はパフォーマンスは安定していたものの表彰台には届かないレースが続いた。第3戦中国GPでは2番手からスタートを決めて首位に浮上したがタイヤがバーストし4位。第4戦ロシアGPはチームメイトのクビアトの引き起こした接触に巻き込まれノーポイントに終わる。
第5戦スペインGPではメルセデスが同士討ちを喫したことで首位に浮上したが、このレースからトロ・ロッソより昇格しチームメイトとなったマックス・フェルスタッペンと異なるピット戦略を選んだことで、彼に優勝をさらわれた上に自身はフェラーリ勢にも敗れ4位に終わった。そのため、レース後には不満を漏らしていた。続くモナコGPではアップデートしたルノーエンジンを武器に自身初のポールポジションを獲得。しかし決勝ではピットクルーのミスによりピットイン時に必要なタイヤが用意されておらず後方のハミルトンが逆転、シケインショートカットのハミルトンの減速をあと一歩でとらえきれず2位に終わり、表彰台でも笑顔はなかった。このように序盤は自身のミスよりもタイヤバーストやピットのミスなどの不運で勝てるレースを落とすケースが多かった。
だが、ハンガリーGP以降は安定して表彰台を獲得するようになり、マレーシアGPで2年ぶりの優勝を果たした。終盤はフェルスタッペンの後塵を拝するレースが続いたが、優勝回数は2014年よりも減ったものの、最終的には2014年以来のランキング3位を獲得。その他にも2016年シーズンに参戦したドライバーの中でただ1人年間全レース完走を記録している。なおモナコGPでのポールポジションは、2016年シーズンでメルセデス以外のドライバーが記録した唯一のポールポジションである。

#### 2017年
フェラーリの躍進とレッドブルの新レギュレーション対応ミスにより、チームはなかなか優勝争いに加われず遅れをとった。しかしその状況の中でも第5戦スペインGPから5戦連続で表彰台を獲得。その中でも第8戦アゼルバイジャンGPでは序盤に大きく順位を落としながらもその後の波乱をかいくぐって順位を上げ、今シーズン初優勝を遂げた。念願のすきやばし次郎に舌鼓を打った後は、2017年日本グランプリでもフェラーリのミスに助けられて3位表彰台を得た。ランキング4位で終盤戦を迎えていたが、終盤の4戦中3戦をマシントラブルでノーポイントとなった結果、キミ・ライコネンに逆転を許しランキング5位でシーズンを終えた。

#### 2018年

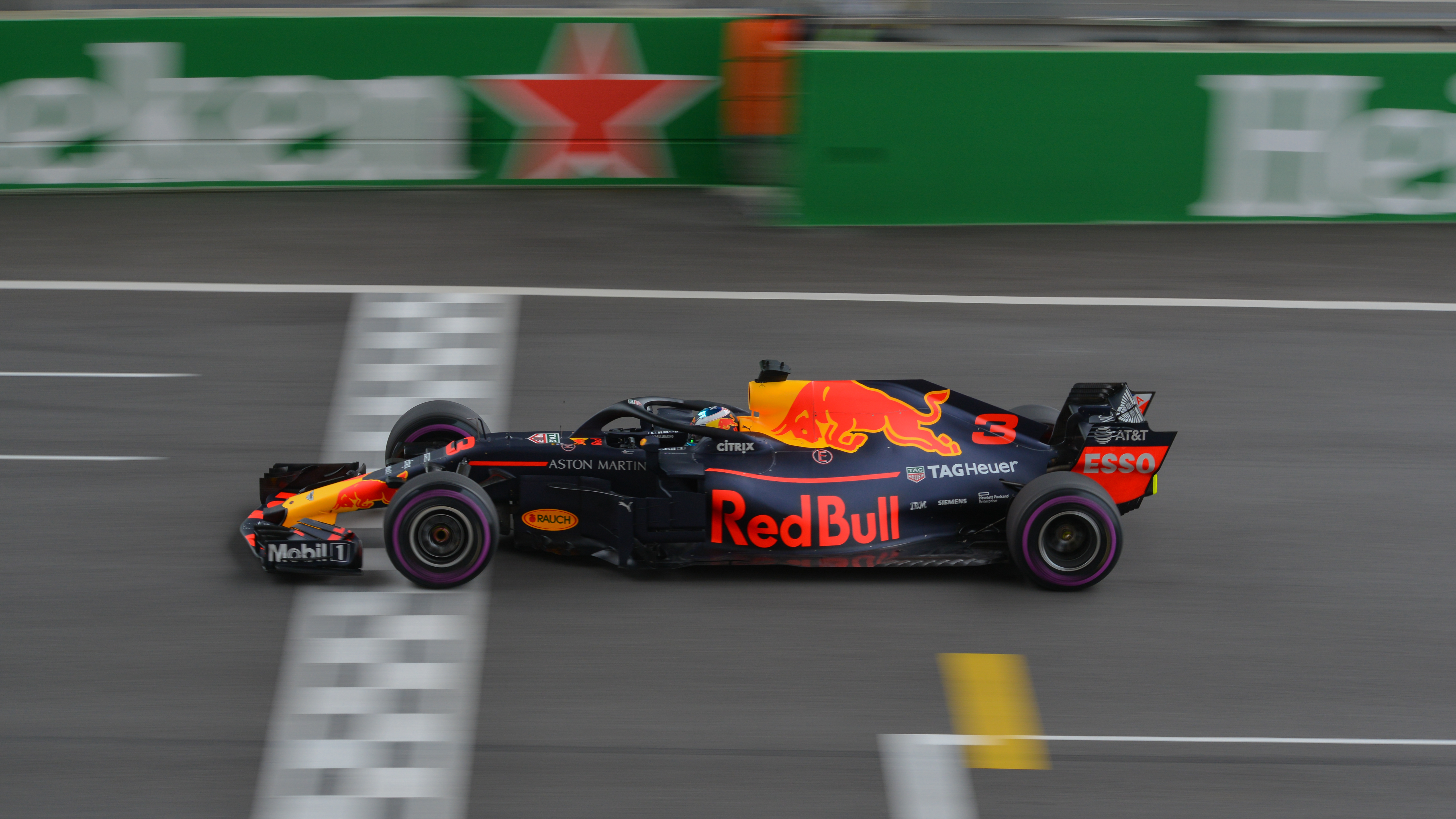
2018年中国GPで優勝

第3戦中国GPにて、中盤セーフティカー後に各チームがタイヤを温存する中でタイヤ交換すると他車を次々追い抜き今シーズン初優勝。第6戦モナコGPでは自身2度目のポールポジションを獲得するも、レースでは中盤にERS装置やそのアシストが機能しなくなる困難な状況ながらトップのポジションを維持し続けて優勝。初のポールトゥウィンを伝統のモナコGPで達成し、同時に2016年の雪辱を果たした。しかしこの年は優勝したモナコGPなども含めリカルド側にトラブルが多発、ポールポジションを獲得したメキシコGPでもマシントラブルによりリタイアとなり、レース後に「僕のクルマは呪われている」「日曜に来る意味を見出せないし、あと2戦走っても仕方ないんじゃないかとすら思う」と（来季自身の後任となる）ピエール・ガスリーに終盤戦のシートを譲ることも仄めかす発言をしたほどであった。この状況に対して同郷の先輩にあたるマーク・ウェバーは「リカルドはF1への愛情が試されている」とコメントしている。最終的に中国GPとモナコGPの優勝以外で表彰台に上がれずランキング6位でシーズンを終えることとなった。
2018年8月3日、レッドブル残留が有力視される中、来季よりルノーと2年契約を結んだことを正式に発表して衝撃を与えた。この決断をした背景は諸説あるが、本人は新天地を求めた点、2014年から担当しているレースエンジニアが来季から異動の予定やホンダエンジンへ切り替えたレットブルの状況といったチーム環境が大きく変わることに不安を感じ移籍を決断したと語っていた。しかしメディアも含む第三者からはフェルスタッペン中心となってしまったチームから離れるべく、新天地を求めたという見方をされることが多い。実際、メディアの記事においてチームの状況がフェルスタッペン寄りになっていることを示唆している記事がいくつか掲載されている。またルノーが提示した年俸が3500万ドル（約39億円）とレッドブルでの年俸の倍以上だったとも報じられた。

### ルノーF1

#### 2019年
予定通り移籍し、チームメイトはニコ・ヒュルケンベルグ。
事実上のナンバー1ドライバーとして参戦するも、マシンには前年のような戦闘力があるとはいえず、シーズンを通じて苦戦することとなった。序盤はマシントラブルに悩まされ入賞のチャンスを逃し、トラブルが解決してからは時折速さを見せ、同チームとしての入賞の最高順位は更新し、チームメイトに対しては上回ったものの、マシンのパフォーマンスが不安定であったため、最高位となる4位入賞1回も含めた入賞計8回のみでシーズンを終えた。

#### 2020年
ルノー2年目。新型コロナウイルス流行によりシーズン開幕が遅れる中、開幕前の5月14日に、2021年シーズンよりマクラーレンへ移籍することが発表された。この早い時期でのルノー離脱発表で、ルノーグループ上層部を怒らせたと報じられる。
開幕戦はPUのトラブルに遭うが、以降は全て完走。第4戦イギリスGPでルノーにおける自己最高位タイ4位を記録すると、チームのアップデートも奏功し第7戦ベルギーGPから最終戦アブダビGPにかけて全戦で入賞した。そのうち、2013年以来7年振りのニュルブルクリンクでの開催となった第11戦アイフェルGPでは、決勝日にルノー取締役会長のジャン＝ドミニク・スナールと2020年7月にCEOに就任したばかりのルカ・デメオがサーキットを訪れるなか、自身としては2018年モナコGP以来2年振りとなる3位表彰台を獲得。ルノーにとっては、2011年マレーシアGP以来、実に9年振りの表彰台獲得となった。その2戦後となるエミリア・ロマーニャGPでも3位を獲得した。

### マクラーレン

#### 2021年
開幕戦で7位入賞を記録し、成績上ではサマーブレイク直前となる第11戦の時点で11戦中8戦で入賞し、ランキング9位に位置するなど、パフォーマンスは安定しているが、チームメイトであるランド・ノリスがサマーブレイク前（いわゆる前半戦）までの成績が、3位表彰台3回獲得も含む11戦中10戦での入賞を記録し、ランキングも暫定3位で折り返すという好調ぶりと比較されてしまい、メディアからは後れを取っているというような記事が書かれる状況となってしまった。これについては、MCL35Mのマシン特性とリカルドのドライビングスタイルの違いを解消することに苦戦していることをチームおよびリカルド自身も分析しており、他にもマシン開発で空力面の開発を重視している関係で、結果的にリカルドの求める要素の開発が行われない形となっていることを認める形で擁護している。
それでも、サマーブレイク後（いわゆる後半戦）の第12戦イタリアGPでは予選4番手を獲得。第14戦では予選は上位のバルテリ・ボッタスがPU交換に伴うグリッド降格ペナルティで最後尾に降格となった関係で自身はフロントローの2番手を獲得。決勝はスタートダッシュを決めて首位へ浮上し、セーフティカー導入や2位以下の揺さぶりにも動じず、冷静に後続とのギャップをコントロールし、自身としては今季初の表彰台を2018年モナコGP以来3年半振りとなる優勝という結果となった（マクラーレンチームとしては2012年ブラジルグランプリ以来の優勝となる）。だが、成績面では、チームメイトのノリスが7位以下ではあるが第13戦以降全て入賞したのに対し、自身は同じ期間では4位1回と5位2回の計3回入賞のみとなり、その点ではノリスを数回上回ったものの、チームメイト対決という点では敗北。また、個人成績も1勝を挙げたものの、獲得ポイント的には前年を下回る結果となった。

#### 2022年
昨年に引き続きチームメイトはランド・ノリス。契約は2023年末までの3年間だったが、第14戦ベルギーGP開幕前の8月24日にチーム・ドライバー双方合意の下、契約の早期解除に合意した。10月には2023年のF1グリッドに自身がいないことや他のシリーズから参戦の打診があったことを認めていたが、他のシリーズへ参戦する意思はなく、2024年に向けて準備をしているとコメントしていた。最終戦の週末にヘルムート・マルコが2023年はレッドブルのサードドライバーを務めることを認め、11月23日にチーム側から5年ぶりにレッドブルへ復帰することが発表された。

### レッドブル・レーシング

#### 2023年
予定通りレッドブルのサードドライバーとして復帰。各所でレッドブル・RB19のテスト走行を行い、レッドブル首脳に熱意を見せ続けた。ジュニアチームのアルファタウリでは、前年のイタリアGPで見事デビュー戦入賞を遂げたニック・デ・フリースが苦戦しており、予選・決勝ともにチームメイトの角田裕毅に遅れを取っていた。そのためシート喪失が噂され後任はリアム・ローソンだと言われていたが、イギリスGP直後の7月12日、リカルドがハンガリーGP以降のレースでレッドブルからのレンタルで起用されることが発表された。アルファタウリの前身であるトロ・ロッソから考えると約10年ぶりの古巣復帰となる。
しかし復帰後間もない8月25日、第14戦・オランダGPの初日FP2においてクラッシュし左手中手骨を骨折。このためリカルドは骨折が完治するまでレースを欠場し、その間ローソンが代役を務めることになった。
そして、第18戦のアメリカGPでレースに復帰した。メキシコGPで予選4位・決勝7位のシーズン最高成績をあげた。チームは中盤まで最下位だったがリカルドのレギュラー起用後の彼の意見が終盤の好成績の一因と評価するマスコミもあった。

#### 2024年
「スクーデリア・アルファタウリ」からチーム名が変更された「ビザ・キャッシュアップ・RB・フォーミュラワン・チーム」のドライバーとして参戦。チームメイトは昨年に引き続き角田裕毅。
しかしシーズン通しての入賞は3回に留まり、第17戦アゼルバイジャンGP開催中にリカルドが更迭されドライバーが交代するのではとマスコミから囁かれだし、9月27日、第18戦シンガポールGPを最後にチームを離れることが発表された。このレースでは18位だったが入賞圏外者のファステストラップを記録(終盤順位無関係のフレッシュタイヤ交換による)によりランキング2位ランド・ノリスの1ポイント記録を阻止した。

## エピソード
- リカルドが表彰台に上がった際、レース中ずっと履いていた靴にシャンパンを入れて飲むというパフォーマンスを見せることがあるが、これは「シューイ（以下の内容は出典を参照）[41]」と呼ばれる行為でオーストラリアで人気がある儀式と言われている。また、リカルドがシューイを披露しようと思ったきっかけは、MotoGPに参戦している同郷のジャック・ミラーが2016年6月にMotoGPで初優勝をした際にシューイを披露したためとしている。また、自身だけではなく、表彰台に上がった面々にも同伴させることがあり、それはドライバーだけでなく、インタビュアーがそれを行ったこともある。ただし、表彰台に上がっても必ずシューイをやるわけではなく、シューイが行われたグランプリ（GP）は以下の通りである。
  - 2016年ドイツグランプリ、2位でチェッカーを受け、表彰台で上がった際、初めてシューイを披露した[42]。前述のとおり、ジャック・ミラーのことを知って披露した。
  - 2016年ベルギーグランプリ、2位を獲得し、表彰台で上がった際、インタビュアーで表彰式を訪れていた同郷の先輩でもあるマーク・ウェバーにもシューイをやらせた[43]。
  - 2016年マレーシアグランプリ、ベルギーGPの際、次のシューイは優勝した時と公約。同GPを優勝したリカルドは宣言通りシューイを披露し、一緒に表彰台に上がったマックス・フェルスタッペンとニコ・ロズベルグ、所属するレッドブルのクリスチャン・ホーナー（優勝したドライバーが所属するチームから一人代表者として登壇することができる）も付き合わせていた[44]。
  - 2016年アメリカグランプリ、3位でチェッカーを受けて表彰台に上がった。インタビュアーで参加したジェラルド・バトラーにも勧め、彼もそれに応じた。
  - 2017年カナダグランプリ、3位でチェッカーを受け、表彰台に上がった際、ファンによるシューイを求める歓声を受けて披露[45]。また、インタビュアーで参加したパトリック・スチュワートにも勧め、彼が承諾したため、もう片方の靴を脱いで彼に渡し、彼もシューイを行った。
  - 2017年アゼルバイジャングランプリ、シーズン初優勝となりシューイを披露。このレースで3位に入り初表彰台となったランス・ストロールにもシューイをやらせた[46]。
  - 2017年オーストリアグランプリ、インタビュアーとして参加したマーティン・ブランドルがシューイの披露を提案。その際、同GPの優勝者バルテリ・ボッタスにもやらせようとしたが彼はこれを拒否。そのため、自身と提案者でもあったブランドルがシューイを披露する形となった[47]。ちなみにボッタスはアゼルバイジャンGPの時のシューイも拒否しており、シューイを嫌っている一人となっている。
  - 2018年中国グランプリ、シーズン初優勝となり、表彰式ではシューイを求める歓声も受けて披露した[48]。
  - 2018年モナコグランプリ、自身初のポールトゥウィンであり、同シーズン2勝目となった。表彰式に出席した際、シューイを求める歓声も受け、ロイヤルファミリーの前で披露し、所属するレッドブルのエイドリアン・ニューウェイに進め彼も披露した[49]。
  - 2020年エミリア・ロマーニャグランプリ、ルイス・ハミルトンが優勝し、リカルドは3位でチェッカーを受けた。その際、シューイを準備している最中、ハミルトンが自身もシューイを行いたいとリカルドに声をかけ、リカルドはもう片方の靴も脱いでハミルトンに渡し、二人合わせてシューイを披露した。元々、ハミルトンはシューイを嫌がる一人であり、以前にリカルドが誘っても拒否しており、レース後のインタビューでハミルトンがシューイを行ったことには驚いたとコメント[50]している。また、ルノー移籍後で初表彰台を獲得した場合、シューイをやる考えであったが、移籍後初の表彰台となった同GPの2戦前のアイフェルGPで3位を獲得していたものの、2018年以来の表彰台獲得といった興奮のあまり忘れてしまい、控室で一人でシューイを行った[51]。
- 好きな動物は怖いもの知らずとして知られるミツアナグマ。自身のヘルメットの後頭部にもミツアナグマが描かれている。
- リカルドが世界三大レースの一つであるモナコGPで優勝した同じ日、これまた世界三大レースの一つであるインディ500が開催され、リカルドと同じオーストラリア人のウィル・パワーが優勝した。これにより、2人のオーストラリア人が同じ日に世界三大レースのうちの2つで優勝するということになった。
- 2018年末でレッドブルからルノーへ移籍。そのルノーも2020年末で離脱しマクラーレンへ移籍したが、この2度の移籍の際のシートの前任者のドライバーが共にカルロス・サインツJr.である。
- 2022年1月、競技者としての功績や地域社会への貢献・慈善活動が評価されオーストラリア勲章（AM）を叙勲した[52]。

## レース戦績

### 略歴
| 年   | シリーズ                                                                 | チーム                                               | レース           | 勝利             | PP               | FL               | 表彰台           | ポイント         | 順位             |
| ---- | ------------------------------------------------------------------------ | ---------------------------------------------------- | ---------------- | ---------------- | ---------------- | ---------------- | ---------------- | ---------------- | ---------------- |
| 2005 | ウエスタン・オーストラリアン・フォーミュラ・フォード・チャンピオンシップ | プライベーター                                       | 3                | 0                | 0                | ?                | 0                | 74               | 8位              |
| 2006 | フォーミュラ・BMW アジア（英語版）                                       | ユーラシア・モータースポーツ                         | 19               | 2                | 3                | 3                | 12               | 231              | 3位              |
| 2006 | フォーミュラ・BMW UK                                                     | モタワールド・レーシング                             | 2                | 0                | 0                | 0                | 0                | 3                | 20位             |
| 2006 | フォーミュラ・BMW ワールド・ファイナル                                   | フォーテック・モータースポーツ（英語版）             | 1                | 0                | 0                | 0                | 0                | N/A              | 5位              |
| 2007 | フォーミュラ・ルノー2.0 イタリア                                         | RP・モータースポーツ（英語版）                       | 14               | 0                | 0                | 0                | 0                | 196              | 6位              |
| 2007 | ユーロカップ・フォーミュラ・ルノー2.0                                    | RP・モータースポーツ（英語版）                       | 4                | 0                | 0                | 0                | 0                | 0                | NC               |
| 2008 | フォーミュラ・ルノー2.0 WEC                                              | SG・フォーミュラ（英語版）                           | 15               | 8                | 9                | 7                | 11               | 192              | 1位              |
| 2008 | ユーロカップ・フォーミュラ・ルノー2.0                                    | SG・フォーミュラ（英語版）                           | 18               | 6                | 5                | 5                | 7                | 136              | 2位              |
| 2008 | フォーミュラ3・ユーロシリーズ                                            | SG・フォーミュラ（英語版）                           | 2                | 0                | 0                | 0                | 0                | N/A              | NC†              |
| 2008 | マスターズ・オブ・フォーミュラ3                                          | SG・フォーミュラ（英語版）                           | 1                | 0                | 0                | 0                | 0                | N/A              | NC               |
| 2009 | イギリス・フォーミュラ3選手権                                            | カーリン・モータースポーツ                           | 20               | 7                | 6                | 5                | 13               | 275              | 1位              |
| 2009 | マスターズ・オブ・フォーミュラ3                                          | カーリン・モータースポーツ                           | 1                | 0                | 0                | 0                | 0                | N/A              | NC               |
| 2009 | フォーミュラ・ルノー3.5 シリーズ                                         | テック1・レーシング（英語版）                        | 2                | 0                | 0                | 0                | 0                | 0                | 34位             |
| 2009 | マカオグランプリ                                                         | カーリン                                             | 1                | 0                | 0                | 0                | 0                | N/A              | NC               |
| 2010 | フォーミュラ・ルノー3.5 シリーズ                                         | テック1・レーシング                                  | 16               | 4                | 8                | 5                | 8                | 136              | 2位              |
| 2011 | フォーミュラ・ルノー3.5 シリーズ                                         | ISR（英語版）                                        | 12               | 1                | 2                | 3                | 6                | 144              | 5位              |
| 2011 | フォーミュラ1                                                            | HRT・フォーミュラ1チーム                             | 11               | 0                | 0                | 0                | 0                | 0                | 27位             |
| 2012 | フォーミュラ1                                                            | スクーデリア・トロ・ロッソ                           | 20               | 0                | 0                | 0                | 0                | 10               | 18位             |
| 2013 | フォーミュラ1                                                            | スクーデリア・トロ・ロッソ                           | 19               | 0                | 0                | 0                | 0                | 20               | 14位             |
| 2014 | フォーミュラ1                                                            | インフィニティ・レッドブル・レーシング               | 19               | 3                | 0                | 1                | 8                | 238              | 3位              |
| 2015 | フォーミュラ1                                                            | インフィニティ・レッドブル・レーシング               | 19               | 0                | 0                | 3                | 2                | 92               | 8位              |
| 2016 | フォーミュラ1                                                            | レッドブル・レーシング                               | 21               | 1                | 1                | 4                | 8                | 256              | 3位              |
| 2017 | フォーミュラ1                                                            | レッドブル・レーシング                               | 20               | 1                | 0                | 1                | 9                | 200              | 5位              |
| 2018 | フォーミュラ1                                                            | アストンマーティン・レッドブル・レーシング           | 21               | 2                | 2                | 4                | 2                | 170              | 6位              |
| 2019 | フォーミュラ1                                                            | ルノーF1チーム                                       | 21               | 0                | 0                | 0                | 0                | 54               | 9位              |
| 2020 | フォーミュラ1                                                            | ルノー・DPワールド・F1チーム                         | 17               | 0                | 0                | 2                | 2                | 119              | 5位              |
| 2021 | フォーミュラ1                                                            | マクラーレンF1チーム                                 | 22               | 1                | 0                | 1                | 1                | 115              | 8位              |
| 2022 | フォーミュラ1                                                            | マクラーレンF1チーム                                 | 22               | 0                | 0                | 0                | 0                | 37               | 11位             |
| 2023 | フォーミュラ1                                                            | オラクル・レッドブル・レーシング                     | サードドライバー | サードドライバー | サードドライバー | サードドライバー | サードドライバー | サードドライバー | サードドライバー |
| 2023 | フォーミュラ1                                                            | スクーデリア・アルファタウリ                         | 8                | 0                | 0                | 0                | 0                | 6                | 17位             |
| 2024 | フォーミュラ1                                                            | ビザ・キャッシュアップ・RB・フォーミュラワン・チーム | 18               | 0                | 0                | 1                | 0                | 12               | 17位             |

### フォーミュラ・BMW アジア
| 年                | チーム                       | 1       | 2       | 3       | 4     | 5       | 6       | 7       | 8       | 9       | 10      | 11    | 12    | 13      | 14        | 15      | 16      | 17      | 18    | 19      | 順位 | ポイント |
| ----------------- | ---------------------------- | ------- | ------- | ------- | ----- | ------- | ------- | ------- | ------- | ------- | ------- | ----- | ----- | ------- | --------- | ------- | ------- | ------- | ----- | ------- | ---- | -------- |
| 2006年 （英語版） | ユーラシア・モータースポーツ | SEP 1 5 | SEP 2 5 | SEP 3 5 | SEP 4 | SEP 5 3 | BEI 1 3 | BEI 2 3 | BEI 3 2 | SEN 1 3 | SEN 2 4 | SEN 3 | BIR 1 | BIR 2 1 | BIR 3 Ret | SHI 1 4 | SHI 2 3 | ZIC 1 2 | ZIC 2 | ZIC 3 2 | 3位  | 231      |

- 太字はポールポジション、斜字はファステストラップ。(key)

### フォーミュラ・ルノー2.0 イタリア
| 年                | チーム                          | 1       | 2        | 3       | 4       | 5       | 6         | 7       | 8       | 9        | 10       | 11      | 12      | 13       | 14      | 順位 | ポイント |
| ----------------- | ------------------------------- | ------- | -------- | ------- | ------- | ------- | --------- | ------- | ------- | -------- | -------- | ------- | ------- | -------- | ------- | ---- | -------- |
| 2007年 （英語版） | RP・モータースポーツ （英語版） | VAL 1 6 | VAL 2 30 | VAL 1 4 | VAL 2 8 | SPA 1 5 | SPA 2 Ret | VAL 1 4 | VAL 2 4 | MIS 1 12 | MIS 2 12 | MUG 1 4 | MUG 2 4 | MNZ 1 11 | MNZ 2 9 | 6位  | 196      |

- 太字はポールポジション、斜字はファステストラップ。(key)

### ユーロカップ・フォーミュラ・ルノー2.0
| 年                | チーム                          | 1     | 2       | 3       | 4       | 5     | 6       | 7       | 8       | 9         | 10      | 11       | 12       | 13       | 14        | 順位 | ポイント |
| ----------------- | ------------------------------- | ----- | ------- | ------- | ------- | ----- | ------- | ------- | ------- | --------- | ------- | -------- | -------- | -------- | --------- | ---- | -------- |
| 2007年 （英語版） | RP・モータースポーツ （英語版） | ZOL 1 | ZOL 2   | NÜR 1   | NÜR 2   | HUN 1 | HUN 2   | DON 1   | DON 2   | MAG 1     | MAG 2   | EST 1 17 | EST 2 15 | CAT 1 33 | CAT 2 Ret | NC   | 0        |
| 2008年 （英語版） | SG・フォーミュラ （英語版）     | SPA 1 | SPA 2 4 | SIL 1 4 | SIL 2 1 | HUN 1 | HUN 2 1 | NÜR 1 3 | NÜR 2 5 | LMS 1 Ret | LMS 2 6 | EST 1    | EST 2 10 | CAT 1 6  | CAT 2 1   | 2位  | 136      |

- 太字はポールポジション、斜字はファステストラップ。(key)

### フォーミュラ・ルノー2.0 WEC
| 年                | チーム                      | 1     | 2       | 3     | 4       | 5     | 6         | 7     | 8     | 9     | 10      | 11      | 12      | 13      | 14    | 15    | 順位 | ポイント |
| ----------------- | --------------------------- | ----- | ------- | ----- | ------- | ----- | --------- | ----- | ----- | ----- | ------- | ------- | ------- | ------- | ----- | ----- | ---- | -------- |
| 2008年 （英語版） | SG・フォーミュラ （英語版） | NOG 1 | NOG 2 5 | DIJ 1 | DIJ 2 1 | VAL 1 | VAL 2 DSQ | LEM 1 | EST 1 | EST 2 | SPA 1 2 | SPA 2 1 | MAG 1 6 | MAG 2 4 | CAT 1 | CAT 2 | 1位  | 192      |

- 太字はポールポジション、斜字はファステストラップ。(key)

### フォーミュラ3・ユーロシリーズ
| 年                | チーム                      | 1     | 2     | 3     | 4     | 5     | 6     | 7     | 8     | 9     | 10    | 11      | 12       | 13    | 14    | 15    | 16    | 17    | 18    | 19    | 20    | 順位 | ポイント |
| ----------------- | --------------------------- | ----- | ----- | ----- | ----- | ----- | ----- | ----- | ----- | ----- | ----- | ------- | -------- | ----- | ----- | ----- | ----- | ----- | ----- | ----- | ----- | ---- | -------- |
| 2008年 （英語版） | SG・フォーミュラ （英語版） | HOC 1 | HOC 2 | MUG 1 | MUG 2 | PAU 1 | PAU 2 | NOR 1 | NOR 2 | ZAN 1 | ZAN 2 | NÜR 1 6 | NÜR 2 15 | BRH 1 | BRH 2 | CAT 1 | CAT 2 | LMS 1 | LMS 2 | HOC 1 | HOC 2 | NC†  | 0        |

- 太字はポールポジション、斜字はファステストラップ。(key)

### イギリス・フォーミュラ3選手権
| 年                | チーム                     | エンジン | 1     | 2       | 3       | 4       | 5         | 6       | 7       | 8       | 9       | 10    | 11      | 12      | 13    | 14      | 15    | 16      | 17      | 18      | 19    | 20      | 順位 | ポイント |
| ----------------- | -------------------------- | -------- | ----- | ------- | ------- | ------- | --------- | ------- | ------- | ------- | ------- | ----- | ------- | ------- | ----- | ------- | ----- | ------- | ------- | ------- | ----- | ------- | ---- | -------- |
| 2009年 （英語版） | カーリン・モータースポーツ | VW       | OUL 1 | OUL 2 1 | SIL 1 5 | SIL 2 1 | ROC 1 Ret | ROC 2 5 | HOC 1 4 | HOC 2 8 | SNE 1 2 | SNE 2 | DON 1 3 | DON 2 5 | SPA 1 | SPA 1 2 | SIL 1 | SIL 2 3 | ALG 1 3 | ALG 2 5 | BRH 1 | BRH 2 4 | 1位  | 275      |

- 太字はポールポジション、斜字はファステストラップ。(key)

### フォーミュラ・ルノー 3.5 シリーズ
| 年                | チーム                         | 1       | 2     | 3        | 4       | 5       | 6        | 7       | 8       | 9       | 10        | 11       | 12        | 13       | 14        | 15    | 16    | 17      | 順位 | ポイント |
| ----------------- | ------------------------------ | ------- | ----- | -------- | ------- | ------- | -------- | ------- | ------- | ------- | --------- | -------- | --------- | -------- | --------- | ----- | ----- | ------- | ---- | -------- |
| 2009年 （英語版） | テック1・レーシング （英語版） | CAT 1   | CAT 2 | SPA 1    | SPA 2   | MON 1   | HUN 1    | HUN 2   | SIL 1   | SIL 2   | BUG 1     | BUG 2    | ALG 1 Ret | ALG 2 15 | NÜR 1     | NÜR 2 | ALC 1 | ALC 2   | 34位 | 0        |
| 2010年 （英語版） | テック1・レーシング （英語版） | ALC 1 3 | ALC 2 | SPA 1 13 | SPA 2 5 | MON 1   | BRN 1 12 | BRN 2 5 | MAG 1 6 | MAG 2   | HUN 1     | HUN 2 6  | HOC 1     | HOC 2 11 | SIL 1 Ret | SIL 2 | CAT 1 | CAT 2 4 | 2位  | 136      |
| 2011年 （英語版） | ISR・レーシング （英語版）     | ALC 1   | ALC 2 | SPA 1 10 | SPA 2 9 | MNZ 1 6 | MNZ 2    | MON 1   | NÜR 1 2 | NÜR 2 5 | HUN 1 DNS | HUN 2 12 | SIL 1 2   | SIL 2    | LEC 1 6   | LEC 2 | CAT 1 | CAT 2   | 5位  | 144      |

- 太字はポールポジション、斜字はファステストラップ。(key)

### マカオグランプリ
| 年                | チーム   | 車両                     | 予選 | 予選 レース | 決勝 レース |
| ----------------- | -------- | ------------------------ | ---- | ----------- | ----------- |
| 2009年 （英語版） | カーリン | ダラーラ・F308（英語版） | 5位  | 6位         | DNF         |

### フォーミュラ1
| 年     | エントラント   | シャーシ | エンジン                              | 1       | 2       | 3      | 4       | 5         | 6       | 7      | 8      | 9       | 10     | 11      | 12       | 13      | 14      | 15      | 16      | 17      | 18       | 19        | 20      | 21        | 22     | 23  | 24  | WDC  | ポイント |
| ------ | -------------- | -------- | ------------------------------------- | ------- | ------- | ------ | ------- | --------- | ------- | ------ | ------ | ------- | ------ | ------- | -------- | ------- | ------- | ------- | ------- | ------- | -------- | --------- | ------- | --------- | ------ | --- | --- | ---- | -------- |
| 2011年 | トロ・ロッソ   | STR6     | フェラーリ 056 2.4 V8                 | AUS TD  | MAL TD  | CHN TD | TUR TD  | ESP TD    | MON TD  | CAN TD | EUR TD |         |        |         |          |         |         |         |         |         |          |           |         |           |        |     |     | 27位 | 0        |
| 2011年 | HRT            | F111     | コスワース CA2011 2.4 V8              |         |         |        |         |           |         |        |        | GBR 19  | GER 19 | HUN 18  | BEL Ret  | ITA NC  | SIN 19  | JPN 22  | KOR 19  | IND 18  | ABU Ret  | BRA 20    |         |           |        |     |     | 27位 | 0        |
| 2012年 | トロ・ロッソ   | STR7     | フェラーリ 056 2.4 V8                 | AUS 9   | MAL 12  | CHN 17 | BHR 15  | ESP 13    | MON Ret | CAN 14 | EUR 11 | GBR 13  | GER 13 | HUN 15  | BEL 9    | ITA 12  | SIN 9   | JPN 10  | KOR 9   | IND 13  | ABU 10   | USA 12    | BRA 13  |           |        |     |     | 18位 | 10       |
| 2013年 | トロ・ロッソ   | STR8     | フェラーリ 056 2.4 V8                 | AUS Ret | MAL 18† | CHN 7  | BHR 16  | ESP 10    | MON Ret | CAN 15 | GBR 8  | GER 12  | HUN 13 | BEL 10  | ITA 7    | SIN Ret | KOR 19† | JPN 13  | IND 10  | ABU 16  | USA 11   | BRA 10    |         |           |        |     |     | 14位 | 20       |
| 2014年 | レッドブル     | RB10     | ルノー Energy F1-2014 1.6 V6 t        | AUS DSQ | MAL Ret | BHR 4  | CHN 4   | ESP 3     | MON 3   | CAN 1  | AUT 8  | GBR 3   | GER 6  | HUN 1   | BEL 1    | ITA 5   | SIN 3   | JPN 4   | RUS 7   | USA 3   | BRA Ret  | ABU 4     |         |           |        |     |     | 3位  | 238      |
| 2015年 | レッドブル     | RB11     | ルノー Energy F1-2015 1.6 V6 t        | AUS 6   | MAL 10  | CHN 9  | BHR 6   | ESP 7     | MON 5   | CAN 13 | AUT 10 | GBR Ret | HUN 3  | BEL Ret | ITA 8    | SIN 2   | JPN 15  | RUS 15† | USA 10  | MEX 5   | BRA 11   | ABU 6     |         |           |        |     |     | 8位  | 92       |
| 2016年 | レッドブル     | RB12     | タグ・ホイヤー 1.6 V6 t               | AUS 4   | BHR 4   | CHN 4  | RUS 11  | ESP 4     | MON 2   | CAN 7  | EUR 7  | AUT 5   | GBR 4  | HUN 3   | GER 2    | BEL 2   | ITA 5   | SIN 2   | MAL 1   | JPN 6   | USA 3    | MEX 3     | BRA 8   | ABU 5     |        |     |     | 3位  | 256      |
| 2017年 | レッドブル     | RB13     | タグ・ホイヤー 1.6 V6 t               | AUS Ret | CHN 4   | BHR 5  | RUS Ret | ESP 3     | MON 3   | CAN 3  | AZE 1  | AUT 3   | GBR 5  | HUN Ret | BEL 3    | ITA 4   | SIN 2   | MAL 3   | JPN 3   | USA Ret | MEX Ret  | BRA 6     | ABU Ret |           |        |     |     | 5位  | 200      |
| 2018年 | レッドブル     | RB14     | タグ・ホイヤー 1.6 V6 t               | AUS 4   | BHR Ret | CHN 1  | AZE Ret | ESP 5     | MON 1   | CAN 4  | FRA 4  | AUT Ret | GBR 5  | GER Ret | HUN 4    | BEL Ret | ITA Ret | SIN 6   | RUS 6   | JPN 4   | USA Ret  | MEX Ret   | BRA 4   | ABU 4     |        |     |     | 6位  | 170      |
| 2019年 | ルノー         | R.S.19   | ルノー E-Tech 19 1.6 V6 t             | AUS Ret | BHR 18† | CHN 7  | AZE Ret | ESP 12    | MON 9   | CAN 6  | FRA 11 | AUT 12  | GBR 7  | GER Ret | HUN 14   | BEL 14  | ITA 4   | SIN 14  | RUS Ret | JPN DSQ | MEX 8    | USA 6     | BRA 6   | ABU 11    |        |     |     | 9位  | 54       |
| 2020年 | ルノー         | R.S.20   | ルノー E-Tech 20 1.6 V6 t             | AUT Ret | STY 8   | HUN 8  | GBR 4   | 70A 14    | ESP 11  | BEL 4  | ITA 6  | TUS 4   | RUS 5  | EIF 3   | POR 9    | EMI 3   | TUR 10  | BHR 7   | SKH 5   | ABU 7   |          |           |         |           |        |     |     | 5位  | 119      |
| 2021年 | マクラーレン   | MCL35M   | メルセデス M12 E Performance 1.6 V6 t | BHR 7   | EMI 6   | POR 9  | ESP 6   | MON 12    | AZE 9   | FRA 6  | STY 13 | AUT 7   | GBR 56 | HUN 11  | BEL 4‡   | NED 11  | ITA 13  | RUS 4   | TUR 13  | USA 5   | MXC 12   | SÃO Ret11 | QAT 12  | SAU 5     | ABU 12 |     |     | 8位  | 115      |
| 2022年 | マクラーレン   | MCL36    | メルセデス M13 E Performance 1.6 V6 t | BHR 14  | SAU Ret | AUS 6  | EMI 186 | MIA 13    | ESP 12  | MON 13 | AZE 8  | CAN 11  | GBR 13 | AUT 912 | FRA 9    | HUN 15  | BEL 15  | NED 17  | ITA Ret | SIN 5   | JPN 11   | USA 16    | MXC 7   | SÃO Ret11 | ABU 9  |     |     | 11位 | 37       |
| 2023年 | アルファタウリ | AT04     | ホンダ RBPTH001 1.6 V6 t              | BHR     | SAU     | AUS    | AZE     | MIA       | MON     | ESP    | CAN    | AUT     | GBR    | HUN 13  | BEL 1610 | NED WD  | ITA     | SIN     | JPN     | QAT     | USA 1512 | MXC 7     | SÃO 139 | LVS 14    | ABU 11 |     |     | 17位 | 6        |
| 2024年 | RB             | VCARB 01 | ホンダ RBPTH002 1.6 V6 t              | BHR 13  | SAU 16  | AUS 12 | JPN Ret | CHN Ret11 | MIA 154 | EMI 13 | MON 12 | CAN 8   | ESP 15 | AUT 914 | GBR 13   | HUN 12  | BEL 10  | NED 12  | ITA 13  | AZE 13  | SIN 18   | USA       | MXC     | SÃO       | LVG    | QAT | ABU | 17位 | 12       |

- 太字はポールポジション、斜字はファステストラップ。(key)
- † : リタイアだが、90%以上の距離を走行したため規定により完走扱い。
- 決勝順位右上の小数字はスプリント予選・スプリントレースでの順位。
- ‡ : ハーフポイント。レース周回数が75%未満で終了したため、得点が半分となる。
- * : 現状の今シーズン順位。